# Гамма-варіант SARS-CoV-2
Гамма-варіант (P.1) є одним із варіантів SARS-CoV-2, вірусу, що викликає COD-19I1.  Цей варіант SARS-CoV-2 отримав назву лінії P.1 і має 17 амінокислотних замін, десять з яких у білку спайку, включаючи ці три, які викликають особливе занепокоєння: N501Y, E48  а  тK7T.K4
Цей варіант SARS-CoV-2 вперше був виявлений Національним інститутом інфекційних захворювань Японії (NIID) 6 січня 2021 року у чотирьох людей, які прибули до Токіо, відвідавши Амазонас, Бразилія, чотири дні тому. Згодом було оголошено, що він знаходиться в обігу в Бразилії. Відповідно до спрощеної схеми найменування, запропонованої Всесвітньою організацією охорони здоров’я, P.1 було позначено як варіант гамма, і наразі він вважається варіантом, що викликає занепокоєння. На початку 2021 року гамма спричинила широку інфекцію в місті Манаус, столиці Амазонаса, хоча у травні 2020 року в місті вже була поширена інфекція з дослідженням, яке вказує на високу серопоширеність антитіл до SARS-CoV-2. Дослідницька стаття, опублікована в Науковому журналі, показує, що люди, інфіковані P.1, мають більший шанс зараження та смерті, ніж інфіковані B.1.1.28.
Гамма-варіант включає два різних підваріанти 28-AM-1 і 28-AM-2, обидва несуть мутації K417T, E484K, N501Y, і обидва розвивалися незалежно один від одного в межах одного бразильського регіону Амазонки.
Гамма помітно відрізняється від зета-варіанту (лінія P.2), який також активно поширювався в Бразилії. Зокрема, зета несе лише мутацію E484K і не має жодної з двох інших мутацій, що викликають занепокоєння, N501Y та K417T.

## Класифікація
Початкові звіти стверджували, що і P.1, і P.2 були двома окремими і різними нащадками бразильської лінії B.1.1.248.   Однак пізніше B.1.1.248 втратив статус окремої лінії та був перекласифікований до B.1.1.28.  P.1 також називається B.1.1.28.1 , а P.2 — B.1.1.28.2 або VUI-202101/01.  Оскільки в системі номенклатури PANGO Lineage дозволені лише три підрівні, звідси позначення B.1.1.28.1 до P.1 і B.1.1.28.2 до P.2.  
Після його виявлення дані геному для чотирьох зразків нового варіанту були передані в GISAID, яким був призначений діапазон ідентифікаторів: EPI_ISL_792680 до EPI_ISL_792683.

### Мутації

Амінокислотні мутації гамма-варіанта SARS-CoV-2, нанесені на карту геному SARS-CoV-2 з акцентом на Спайка.

| ген                             | Амінокислота                   |
| ------------------------------- | ------------------------------ |
| ORF1ab                          | synT733C                       |
| ORF1ab                          | synC2749T                      |
| ORF1ab                          | S1188L                         |
| ORF1ab                          | K1795Q                         |
| ORF1ab                          | del11288-11296 (3675-3677 SGF) |
| ORF1ab                          | synC12778T                     |
| ORF1ab                          | synC13860T                     |
| ORF1ab                          | E5665D                         |
| Спайк                           | L18F                           |
| Спайк                           | T20N                           |
| Спайк                           | P26S                           |
| Спайк                           | D138Y                          |
| Спайк                           | R190S                          |
| Спайк                           | K417T                          |
| Спайк                           | E484K                          |
| Спайк                           | N501Y                          |
| Спайк                           | H 655Y                         |
| Спайк                           | T1027I                         |
| ORF8                            | E92K                           |
| ORF8                            | ins28269-28273                 |
| Н                               | P80R                           |
| Джерело: Faria et al., (2021) Б |                                |

Варіанти SARS-CoV-2, а також наявність восьми мутацій (чотири з цих синонімічних генетичних мутацій ) у відкритих рамках зчитування (ORF1a та ORF1b) – одним з яких є набір видалень – Гамма має 10 визначальних мутацій у білку спайка, включаючи N501Y та E484K. Він також має дві мутації – одна вставка – в його гені ORF8 і один у його гені N.

### Нащадок і підрід
Лінія коронавірусу B.1.1.28 породила чотири відомі лінії, які класифікуються як цікавий варіант (VOI) або варіант, що викликає занепокоєння (VOC): лінії P.1, P.2, P.3 і P.4.
Лінія P.2 (B.1.1.28.2, варіант Zeta), вперше виявлена в жовтні 2020 року в штаті Ріо-де-Жанейро, Бразилія, має лише одну мутацію, що викликає занепокоєння, з P.1, а саме E484K.  Інші мутації P.2 не викликають занепокоєння і рідко зустрічаються для інших варіантів. П’ять P.2-специфічних мутацій: E484K в S-гені, A119S в N-гені, 5'UTR C100U, плюс L3468V і synC11824U в гені ORF1ab . Інші мутації, які зазвичай зустрічаються в P.2: 3'UTR C29754U, F120F (synC28253U) в ORF8, M234I в N-гені, а також L3930F і synA12964G в ORF1ab.
Лінія P.3 (тета-варіант) була вперше ідентифікована на Філіппінах 18 лютого 2021 року, коли в Центральних Вісайських островах було виявлено дві мутації, що викликають занепокоєння.
Решта похідного вірусу B.1.1.28 належить до лінії P.4. Хоча дослідники не визначили його точне походження, вперше він був секвенований в Ітірапіні, Бразилія, і вже циркулював у різних муніципалітетах штату Сан-Паулу тієї ж країни. Він несе мутацію, що викликає занепокоєння, у білку-шипу під назвою L452R, який також присутній у лінії B.1.617 (варіанти дельта та каппа), виявленої в Індії, варіант Epsilon (лінії B.1.427 та B.1.429) із Каліфорнії, Сполучені Штати. Гілка цієї лінії — P.4.1 (VUI-NP13L) — імовірно, що вона виникла в Гоясі, Бразилія, приблизно в червні–липні 2020 року — також швидко поширилася на південний схід країни, де, наприклад, Taquara мала свою першу послідовність геному, і на північний схід нації. Це було виявлено на міжнародному рівні, зареєстровані випадки в Японії, Нідерландах та Англії. P.4.1 має мутації V1176F та D614G у білку спайка.

## Статистика
| Country                                   | Confirmed cases (PANGO) | Confirmed cases (GISAID) as of 9 August 2021 | First detection | References                                |
| ----------------------------------------- | ----------------------- | -------------------------------------------- | --------------- | ----------------------------------------- |
| United States                             | 15,786                  | 23,373                                       | 25 січня 2021   | [ 26 ] [ 27 ] [ 28 ] [ 29 ]               |
| Canada                                    | 19,643                  | 8,070                                        | 7 лютого 2021   | [ 29 ] [ 30 ] [ 31 ] [ 32 ]               |
| Шаблон:Дані країни Brazil                 | 10,556                  | 16,200                                       | 14 січня 2021   | [ 33 ] [ 15 ] [ 29 ]                      |
| Шаблон:Дані країни Chile                  | 975                     | 2,522                                        | 24 березня 2021 | [ 34 ] [ 29 ]                             |
| Шаблон:Дані країни Mexico                 | 814                     | 2,278                                        | 28 січня 2021   | [ 29 ]                                    |
| Шаблон:Дані країни Italy                  | 838                     | 2,181                                        | 25 січня 2021   | [ 35 ] [ 36 ] [ 37 ] [ 29 ]               |
| Шаблон:Дані країни Belgium                | 1,333                   | 1,974                                        | 16 лютого 2021  | [ 29 ]                                    |
| Spain                                     | 635                     | 957                                          | 16 лютого 2021  | [ 29 ]                                    |
| Шаблон:Дані країни Luxembourg             | 43                      | 928                                          | 30 березня 2021 | [ 29 ]                                    |
| Шаблон:Дані країни Germany                | 276                     | 806                                          | 22 січня 2021   | [ 38 ] [ 29 ]                             |
| France                                    | 219                     | 577                                          | 4 лютого 2021   | [ 29 ] [ 39 ]                             |
| Шаблон:Дані країни Netherlands            | 499                     | 566                                          | 29 січня 2021   | [ 40 ] [ 29 ]                             |
| Шаблон:Дані країни Colombia               | 165                     | 346                                          | 30 січня 2021   | [ 41 ] [ 42 ] [ 29 ]                      |
| Шаблон:Дані країни Argentina              | 230                     | 329                                          | 8 лютого 2021   | [ 43 ] [ 29 ]                             |
| Шаблон:Дані країни French Guiana          | 225                     | 318                                          | 16 лютого 2021  | [ 29 ]                                    |
| Trinidad and Tobago                       | 14                      | 255                                          | 23 квітня 2021  | [ 44 ] [ 45 ] [ 46 ]                      |
| Шаблон:Дані країни United Kingdom         | 155                     | 224                                          | 28 лютого 2021  | [ 29 ] [ 47 ] [ 48 ] [ 49 ] [ 50 ]        |
| Шаблон:Дані країни Portugal               | 148                     | 190                                          | 11 лютого 2021  | [ 51 ] [ 52 ] [ 53 ] [ 29 ]               |
| Шаблон:Дані країни Switzerland            | 153                     | 187                                          | 16 лютого 2021  | [ 29 ]                                    |
| Шаблон:Дані країни Uruguay                | 112                     | 173                                          | 22 березня 2021 | [ 54 ]                                    |
| Шаблон:Дані країни Turkey                 | 166                     | 88                                           | 3 лютого 2021   | [ 55 ] [ 56 ] [ 29 ]                      |
| Шаблон:Дані країни Ecuador                | 27                      | 145                                          | 14 квітня 2021  | [ 29 ]                                    |
| Шаблон:Дані країни Sweden                 | 68                      | 141                                          | 20 лютого 2021  | [ 57 ] [ 29 ]                             |
| Шаблон:Дані країни Aruba                  | 96                      | 121                                          | 29 березня 2021 | [ 29 ]                                    |
| Japan                                     | 96                      | 118                                          | 6 січня 2021    | [ 58 ] [ 59 ] [ 29 ]                      |
| Шаблон:Дані країни Suriname               | 106                     | 117                                          | 11 квітня 2021  | [ 29 ]                                    |
| Шаблон:Дані країни Peru                   | 103                     | 42                                           | 4 лютого 2021   | [ 60 ] [ 61 ] [ 62 ] [ 63 ] [ 64 ]        |
| Шаблон:Дані країни Costa Rica             | 32                      | 69                                           | 11 квітня 2021  | [ 29 ]                                    |
| Шаблон:Дані країни Denmark                | 40                      | 63                                           | 3 березня 2021  | [ 65 ] [ 66 ] [ 29 ]                      |
| Шаблон:Дані країни Paraguay               | 53                      | 54                                           | 25 березня 2021 | [ 67 ] [ 29 ]                             |
| Шаблон:Дані країни Haiti                  | 46                      | 47                                           | 15 травня 2021  | [ 29 ]                                    |
| Шаблон:Дані країни Dominican Republic     | 4                       | 38                                           | 11 березня 2021 | [ 29 ]                                    |
| Шаблон:Дані країни Malta                  | 22                      | 32                                           | 18 квітня 2021  | [ 29 ]                                    |
| Шаблон:Дані країни Ireland                | 25                      | 29                                           | 19 лютого 2021  | [ 68 ] [ 69 ] [ 70 ] [ 71 ] [ 72 ] [ 29 ] |
| Шаблон:Дані країни Austria                | 17                      | 28                                           | 15 квітня 2021  | [ 29 ]                                    |
| Шаблон:Дані країни Poland                 | 5                       | 24                                           | 13 квітня 2021  | [ 29 ]                                    |
| Шаблон:Дані країни Czech Republic         | 9                       | 20                                           | 21 квітня 2021  | [ 29 ]                                    |
| Шаблон:Дані країни Israel                 | 9                       | 19                                           | 11 квітня 2021  | [ 29 ]                                    |
| Шаблон:Дані країни Venezuela              | 17                      | 17                                           | 10 лютого 2021  | [ 29 ]                                    |
| Шаблон:Дані країни Bolivia                | 10                      | 17                                           | 19 березня 2021 | [ 29 ]                                    |
| Curacao                                   | 6                       | 14                                           | 24 квітня 2021  | [ 29 ]                                    |
| Шаблон:Дані країни Romania                | 5                       | 12                                           | 8 березня 2021  | [ 73 ] [ 29 ]                             |
| Шаблон:Дані країни South Korea            | 3                       | 10                                           | 18 січня 2021   | [ 74 ]                                    |
| Norway                                    | 4                       | 9                                            | 24 лютого 2021  | [ 29 ]                                    |
| Шаблон:Дані країни Singapore              | 8                       | 8                                            | 16 квітня 2021  | [ 29 ]                                    |
| Australia                                 | 5                       | 8                                            | 6 березня 2021  | [ 29 ]                                    |
| Шаблон:Дані країни New Zealand            | 7                       | 7                                            | 18 березня 2021 | [ 29 ]                                    |
| Шаблон:Дані країни Slovenia               | 4                       | 7                                            | 21 березня 2021 | [ 29 ]                                    |
| Шаблон:Дані країни Finland                | 2                       | 7                                            | 18 лютого 2021  | [ 75 ]                                    |
| Шаблон:Дані країни Lithuania              | 3                       | 6                                            | 10 травня 2021  | [ 29 ]                                    |
| Шаблон:Дані країни Croatia                | 2                       | 6                                            | 18 лютого 2021  | [ 76 ]                                    |
| Шаблон:Дані країни Jordan                 | 5                       | 5                                            | 4 квітня 2021   | [ 29 ]                                    |
| Шаблон:Дані країни Taiwan                 | 4                       | 4                                            | 20 лютого 2021  | [ 29 ]                                    |
| Шаблон:Дані країни India                  | 2                       | 3                                            | 17 лютого 2021  | [ 77 ]                                    |
| Шаблон:Дані країни Bosnia and Herzegovina | -                       | 3                                            |                 |                                           |
| Шаблон:Дані країни Guyana                 | -                       | 3                                            |                 |                                           |
| China                                     | 2                       | 2                                            | 10 травня 2021  | [ 29 ]                                    |
| Шаблон:Дані країни Philippines            | 2                       | 2                                            | 13 березня 2021 | [ 78 ] [ 79 ]                             |
| Шаблон:Дані країни Bangladesh             | 1                       | 1                                            | 3 травня 2021   | [ 29 ]                                    |
| Шаблон:Дані країни Cayman Islands         | 1                       | 1                                            | 17 червня 2021  | [ 29 ]                                    |
| Шаблон:Дані країни Faroe Islands          | 1                       | 1                                            | 18 січня 2021   | [ 80 ] [ 29 ]                             |
| Шаблон:Дані країни Thailand               | 1                       | 1                                            | 5 квітня 2021   | [ 29 ]                                    |
| Шаблон:Дані країни Guyane                 | 1                       | -                                            | 3 травня 2021   | [ 29 ]                                    |
| Шаблон:Дані країни Hungary                | 1                       | -                                            | 22 липня 2021   | [ 81 ]                                    |
| Шаблон:Дані країни Sint Maarten           | 1                       | -                                            | 10 березня 2021 | [ 29 ]                                    |
| Шаблон:Дані країни Angola                 | -                       | 1                                            |                 |                                           |
| Шаблон:Дані країни Bonaire                | -                       | 1                                            |                 |                                           |
| Шаблон:Дані країни Greece                 | -                       | 1                                            |                 |                                           |
| Шаблон:Дані країни Guam                   | -                       | 1                                            |                 |                                           |
| Шаблон:Дані країни Latvia                 | -                       | 1                                            |                 |                                           |
| Шаблон:Дані країни Pakistan               | -                       | 1                                            |                 |                                           |
| Шаблон:Дані країни Puerto Rico            | -                       | 1                                            |                 |                                           |
| Russia                                    | -                       | 1                                            |                 |                                           |
| World (63 countries)                      | Total: 52,079           | Total: 63,729                                |                 |                                           |

## Історія
12 січня 2021 року CADDE-центр Бразилії та Великобританії підтвердив 13 місцевих випадків лінії P.1 в Манаусі, штат Амазонас, найбільшому місті тропічних лісів Амазонки. Новий рід був відсутній у 27 зразках, зібраних з березня по листопад 2020 року в Манаусі, але він був ідентифікований для того самого міста в 42% (n=13/31) зразків, зібраних 15–23 грудня 2020 року, а потім у 52,2% ( n=35/67) протягом 15–31 грудня 2020 року та 85,4% (n=41/48) протягом 1–9 січня 2021 року. Зокрема, P.2 швидко випередив P1 з другої половини грудня до 1–9 січня, коли частка P.2 для Манауса зменшилася з 25,4% до 6,3%.
Дослідження 180 секвенованих бразильських зразків, зібраних у штаті Ріо-де-Жанейро протягом 2020 року, виявило появу нової лінії P.2 SARS-CoV-2 (походить із B.1.1.28). P.2 вперше був виявлений за допомогою секвенування геному в жовтні 2020 року, але, за оцінками, він з’явився на початку липня 2020 року  . Станом на грудень 2020 року, хоча його частота значно зросла по всьому штату, вона все ще була в основному обмежена столицею штату Ріо-де-Жанейро. У травні 2020 року основними лініями, що стояли за позитивними на COVID-19, були B.1.1.33 (70%) і B.1.1.28 (20%), тоді як до вересня основними лініями були B.1.1.33 (50%) і B.1.1.28 (40%), без виявленої присутності P.2, тоді як протягом жовтня та листопада P.2 була найпоширенішою лінією з часткою близько 50% (за даними інструменту Pangolin). Дослідження також виявило, що мутація E484K «широко поширена» у всіх проаналізованих зразках P.2 (36 з 38).
Дослідники з Фонду Освальдо Круза опублікували препринт геномного епідеміологічного дослідження 250 зібраних геномів з різних місць Амазонасу і виявили, що інфекції P.1 можуть спричиняти майже в 10 разів більше вірусного навантаження, ніж у інших інфікованих COVID-19 осіб, які стосуються лінії B.1.1. .28 і B.1.195. Лінія також продемонструвала в 2,2 рази вищу трансмісивність з однаковою здатністю інфікувати як дорослих (18–59 років), так і літніх людей (60 років і вище), що свідчить про те, що P.1 та його підліні є більш успішними в зараженні молодих людей без гендерний диференціал.
Центр виявлення, діагностики, геноміки та епідеміології арбовірусів (CADDE) випустив ще одну журнальну статтю зі зразками, зібраними в Манаусі з листопада 2020 року по січень 2021 року. Дослідження показало, що лінія P.1 становить приблизно 2.0 (50% CI, 1.7–2.4) більш передається і було показано, що він здатний уникати близько 32 (50% CI, 21–46) спадкового імунітету від попередніх коронавірусних захворювань, що призводить до можливості повторного зараження  Ці збільшені статистичні дані також мали те саме відображення смертності, оскільки інфекції P.1 можуть бути приблизно на 50 (50% CI, 20–90) смертельнішими. У рамках поточних досліджень здатність варіанта нейтралізувати антитіла була оцінена вченими в опублікованій препринтній роботі, яка демонструє, що 8 імунізованих CoronaVac осіб мали погану реакцію плазми крові проти лінії P.1. Оскільки у дослідженні було лише невелика кількість учасників, неможливо було зробити будь-який статистичний висновок, оскільки потрібно було б вивчати більшу кількість вакцинованих людей.  Вчені з Массачусетського технологічного інституту, Гарварду та Кембриджа, а також лікарі в Бостоні підтвердили, що люди, які були повністю вакциновані вакцинами Pfizer і Moderna, значно зменшили нейтралізацію за допомогою P.1 — під час попередньої роботи.